# James Johnson (patinador)
James Henry Johnson (1874 - 15 de noviembre de 1921) fue un patinador británico que participó en los primeros acontecimientos del patinaje artístico moderno. Su compañera Phyllis y él ganaron la medalla de plata en la ed. de 1908 de los Juegos Olímpicos, la primera en a que hubo patinaje artístico.
Los Johnson también participaron en la competencia oficial de los World Figure Skating Championships, y quedaron en segundo lugar, detrás de Ana Hübler y Heinrich Burger, de Alemania. La pareja formada por los Johnson quedó en primer lugar en 1909, en el tercero en 1910, y en el primero en 1912.